# La Roche-de-Rame
La Roche-de-Rame è un comune francese di 852 abitanti situato nel dipartimento delle Alte Alpi della regione della Provenza-Alpi-Costa Azzurra.

## Società

### Evoluzione demografica
Abitanti censiti